# Demonax unidentatus
Demonax unidentatus là một loài bọ cánh cứng trong họ Cerambycidae.